# گلرو نجیب‌اوغلو

## زندگی
نجیب در سال ۱۹۷۵ از کالج رابرت استانبول فارغ‌التحصیل شد. وی مدرک تاریخ هنر را با تمرکز در دوره‌های متاخر قرون وسطایی و رنسانس از دانشگاه وسلیان در سال ۱۹۷۹ دریافت کرد. وی در سال ۱۹۷۸ در برنامه تبادل سال اول کالج ویلیامز شرکت کرد. در سال ۱۹۸۲، وی از دانشگاه هاروارد مدرک کارشناسی ارشد در رشته هنر و معماری اسلامی گرفت و در آنجا دکترای خود را در سال ۱۹۸۶ با رساله ای با عنوان، شکل‌گیری یک سنت امپراتوری عثمانی: کاخ توپقاپی در قرن ۱۵ و ۱۶، زیر نظر اولگ گرابر دریافت کرد. .